# Ivo Lakučs
Ivo Lakučs (Valmiera, 4 de marzo de 1979) es un deportista letón que compitió en ciclismo en la modalidad de BMX. Ganó una medalla de plata en el Campeonato Mundial de Ciclismo BMX de 2001 y seis medallas en el Campeonato Europeo de Ciclismo BMX entre los años 2001 y 2008.

## Palmarés internacional
| Campeonato Mundial | Campeonato Mundial          | Campeonato Mundial | Campeonato Mundial |
| Año                | Lugar                       | Medalla            | Competición        |
| ------------------ | --------------------------- | ------------------ | ------------------ |
| 2001               | Louisville (Estados Unidos) | Medalla de plata   | Carrera            |
| Campeonato Europeo |                             |                    |                    |
| Año                | Lugar                       | Medalla            | Competición        |
| 2001               | Ginebra (Suiza)             | Medalla de bronce  | Carrera            |
| 2002               | Esselbach (Alemania)        | Medalla de plata   | Carrera            |
| 2003               | Vallet (Francia)            | Medalla de oro     | Carrera            |
| 2005               | Echichens (Suiza)           | Medalla de plata   | Carrera            |
| 2006               | Cheddar (Reino Unido)       | Medalla de plata   | Carrera            |
| 2008               | Weiterstadt (Alemania)      | Medalla de plata   | Carrera            |